# 彭泽民故居
彭泽民故居，位于中国广东省肇庆市四会市城中街道白沙村中，始建于清代，为中国农工民主党创始人之一彭泽民的旧居。2002年4月2日，列入四会市文物保护单位。2012年10月公布为广东省第七批省级文物保护单位。 
彭泽民故居的历史年代为清代。